# Ontologischer Relativismus
Der Terminus „Relativismus“ bezeichnet in der Philosophie vor allem einen Typ von Positionen zu der Frage, was Überzeugungen (oder Aussagen) bezüglich eines Themenbereichs wahr macht. „Relativistische“ Positionen in diesem Sinne besagen: Die Wahrheit der Überzeugungen in dem betreffenden Themenbereich ist relativ auf anderes, etwa auf Subjekte, Raum- und Zeitstellen, Begriffsschemata o. Ä. Negativ formuliert heißt das: Es gibt in diesem Themenbereich keine absoluten, objektiven Wahrheiten (die für prinzipiell alle Subjekte gelten) oder Tatsachen bzw. Sachverhalte (die objektiv bestehen).
Das ist keine Antwort auf die epistemologische Frage, ob und wie man die betreffenden Wahrheiten herausfinden kann, sondern auf die ontologische Frage, ob es hier überhaupt Wahrheiten gibt (nämlich: ja), und in welchem Sinne sie eigentlich bestehen (nämlich: relativ zu anderem). Relativistische Positionen haben aber oft erkenntnistheoretische Implikationen.
Mit der Kennzeichnung „ontologischer Anti-Realismus“ meint man oft eine weitergehende Position, der zufolge es (in dem jeweiligen Bereich) keine Wahrheit, keine Wirklichkeit und keine Tatsachen gibt. Manche Varianten des Relativismus laufen jedoch auf den Anti-Realismus hinaus und „Anti-Realismus“ wird teils auch im Sinne von ontologischem Relativismus verwendet.
Der Terminus „Relativismus“ wird auch zur Bezeichnung einer Reihe von anderen theoretischen Positionen verwendet, die nicht unmittelbar den Status bzw. Gehalt und Referenz von Überzeugungen (oder Aussagen) betreffen. Hier ist insbesondere der semantische Relativismus zu nennen (siehe auch: Relativismus).

## Merkmale des ontologischen Relativismus

### Wahrheit trotz Widerspruch
Relativisten behaupten, die Wahrheit bestimmter Überzeugungen (oder Aussagen) sei relativ etwa zu Subjekten: was z. B. für bestimmte Subjekte wahr ist, kann hier (d. h. im zur Debatte stehenden Themenbereich) für andere falsch sein (ggf. auch jeweils zum selben Zeitpunkt usw.). Daher können auch sich scheinbar widersprechende Aussagen wahr sein, etwa für verschiedene Subjekte. Dabei bedeutet „wahr sein für jemanden“ nicht die Binsenweisheit, dass verschiedene Leute unterschiedliche Meinungen haben, sondern: Nur stets unter Erwähnung von (dem jeweils gleichen) Aussagegehalt und dessen, worauf hier Relativität besteht (ein bestimmtes Subjekt etwa), ist hier überhaupt von Wahrheit zu sprechen.

### Relativismus vs. Absolutismus
Die Gegenposition zum Relativismus wird oft „Absolutismus“ bezüglich Wahrheit, Wirklichkeit und Tatsachen genannt. In seiner einfachsten Form besagt der Absolutismus, eine Überzeugung mit einem bestimmten Gehalt sei einfach entweder wahr oder falsch.
Dabei werden auch von vielen Absolutisten Vagheitsprobleme zugestanden: angenommen etwa, es geht um die Überzeugung, es hat um soundso viel Uhr in Potsdam geregnet. Ist die Überzeugung auch wahr, wenn es nur in der nördlichen Hälfte von Potsdam geregnet hat? Eine mögliche Behandlungsweise ist, solchen Überzeugungen Wahrheitswertfähigkeit schlicht abzusprechen: sie könnten weder wahr noch falsch sein. Denn, so eines der möglichen Argumente für derartige Positionen, Wahrheit erfordere präzisierbare Wahrheitsbedingungen, für diese sei hier der Gehalt schlicht zu vage. Auch diese Variante des Absolutismus ist eine Gegenposition zum Relativismus, dem zufolge eine Überzeugung ja sowohl wahr als auch falsch sein kann.

### Multiple Wirklichkeiten
Man kann einige relativistische Positionen, denen zufolge die Wahrheit bestimmter Überzeugungen nach Subjekten und Zeitpunkten variiert, wie gesagt, auch so formulieren: Es gibt in dem betreffenden Themenbereich nicht die eine Wirklichkeit, sondern mehrere.
Manche Relativisten vertreten die Ansicht, dass jedes Subjekt in seiner ganz eigenen Wirklichkeit lebe. Andere behaupten, dass bestimmte Gruppen (die Mitglieder „einer“ Kultur etwa) sich jeweils eine Wirklichkeit teilen könnten. Und noch andere sind der Auffassung, dass sich die Wirklichkeit unterschiedlicher Einzelsubjekte bzw. Gruppen durchaus überschneiden, aber eben nicht vollständig decken würden.
Auch in dieser Formulierung kann man den Relativismus leicht mit der einen oder anderen Binsenweisheit verwechseln. Der Punkt ist nicht, dass unterschiedliche Subjekte in unterschiedlichen materiellen oder sozialen Umwelten leben – in unterschiedlichen Nischen innerhalb der einen Wirklichkeit. Der Punkt ist auch nicht, dass die eine Wirklichkeit jedem Subjekt jeweils ganz unterschiedliche Erfahrungen beschert, die sonst kein anderes Subjekt macht. Und es geht schließlich auch nicht darum, dass die eine Wirklichkeit unendlich facettenreich ist, und sich daher unter den unterschiedlichsten Gesichtspunkten betrachten lässt. Die Behauptung lautet: Es gibt gar nicht die eine Wirklichkeit.

### Relativismus vs. Realismus
Relativistische Positionen widersprechen an und für sich nicht dem ontologischen Realismus. Der ontologische Realismus besagt: Die Wirklichkeit ist von Überzeugungen (Wünschen, Gedanken, Ideen usw.) unabhängig. Was die Tatsachen sind, hängt nicht davon ab, was irgendjemand für die Tatsachen hält.
So gut wie alle ontologischen Realisten sind zugleich Absolutisten. Der Realismus wird daher standardmäßig für „die eine Wirklichkeit“ formuliert. Das macht jedoch nicht den Kern des Realismus aus. Der Kern ist die These der Unabhängigkeit.
Die relativistische Position sagt zunächst nur, dass es mehr als eine Wirklichkeit gebe. Das heißt an sich noch nicht, dass diese multiplen Wirklichkeiten von irgendwelchen Überzeugungen abhängen würden.

## Ontologischer Anti-Realismus
Die populärsten Form des Relativismus ist die Behauptung: Unterschiedliche Subjekte (oder Gruppen von Subjekten) leben genau deshalb (oder vermittels davon) in unterschiedlichen Wirklichkeiten, weil sie unterschiedliche Überzeugungen haben. Die unterschiedlichen Wirklichkeiten werden gewissermaßen von Überzeugungen fabriziert. (Diese Position nennt man auch Konstruktivismus.) Oder diese Wirklichkeiten bestehen einfach nur in Überzeugungen. (Letzteres ist eine Variante des Idealismus, dem zufolge die Welt aus Ideen besteht.)
Beide Positionen sind Varianten des ontologischen Anti-Realismus. Ihnen zufolge gibt es (in dem betreffenden Themenbereich) keine von Überzeugungen unabhängige Wirklichkeit.

### Irrtum und Unwissenheit
Die einfachste Variante des ontologischen Anti-Realismus besagt: Überzeugungen in dem betreffenden Themenbereich werden für ein Subjekt zu einem Zeitpunkt einfach dadurch wahr, dass dieses Subjekt diese Überzeugung zu diesem Zeitpunkt hat (sie vertritt, ihren Inhalt für wahr hält).
Demnach gibt es in dem betreffenden Themenbereich keinen Irrtum und auch keine Unwissenheit. Es gibt nur allerhand verschiedene Meinungen, von denen jede so gut ist wie die andere.
Manche Vertreter solcher Positionen drücken das so aus: „Alle Überzeugungen zu dem Thema sind wahr.“ Die meisten sagen jedoch lieber: „Gar nichts ist hier wahr. Es gibt bei diesem Thema keine Wahrheit.“ Wo so etwas wie Irrtum und Unwissenheit gar nicht vorkommen kann, ergibt die Auszeichnung bestimmter Überzeugungen als wahr ja gar keinen Sinn mehr.
Wo keine von Überzeugungen unabhängige Wirklichkeit existiert, ergibt es allerdings auch keinen Sinn mehr, so etwas zu sagen, wie: „Was ich zu dem Thema früher einmal geglaubt habe, war Quatsch (es war damals schon Quatsch, das habe ich damals nur nicht begriffen)“, oder: „Keiner weiß, was bezüglich dieses Themas gleich passieren wird (es wird irgendetwas passieren, wir haben aber keine Ahnung, was es sein könnte.)“
Andere Varianten des ontologischen Anti-Realismus räumen ein, dass Irrtum und Unwissenheit möglich seien. Eine solche Position lautet zum Beispiel: Was für bestimmte Subjekte zu bestimmten Zeitpunkten wahr ist, hängt von den Überzeugungen bestimmter anderer Subjekte ab – beispielsweise von den Überzeugungen der für sie zuständigen Autoritäten, wie Wissenschaftlern, Priestern, Häuptlingen usw. Dieser Position zufolge können sich nur diese Autoritäten nicht irren. Alle anderen können immer noch daneben liegen – ihre Überzeugungen stimmen mit denen der Autoritäten womöglich nicht überein.
Zwar gibt es solchen Positionen zufolge zumindest für die Nicht-Autoritäten eine Art unabhängige Wirklichkeit – ihre Wirklichkeit wird ja nicht von ihren eigenen Überzeugungen fabriziert bzw. besteht nicht in diesen. Sie sind aber dennoch anti-realistisch. Die postulierten Wirklichkeiten sind ja immer noch von anderen Überzeugungen abhängig.
Eine noch andere Variante des ontologischen Anti-Realismus beruft sich auf die Ideen der logischen Konsistenz und der logischen Implikation. Manche der Überzeugungen eines Subjekts (oder einer Gruppe) können demnach insofern falsch sein, als sie dem Gros der anderen Überzeugungen dieses Subjekts (bzw. dieser Gruppe) widersprechen. Die Möglichkeit der Unwissenheit besteht dann darin, dass aus dem Gros der konsistenten Überzeugungen die Wahrheit weiterer Überzeugungen folgen kann, das betreffende Subjekt (bzw. die Gruppe) es jedoch versäumt hat, die entsprechenden Schlussfolgerungen auch tatsächlich zu ziehen.
Man beachte, dass, welche Überzeugungen tatsächlich vereinbar sind und was jeweils tatsächlich aus ihnen folgt, dieser Position zufolge unabhängig davon sein muss, was die betreffenden Subjekte jeweils selbst für konsistent bzw. für impliziert halten.

### Ontologischer Anti-Realismus vs. Fallibilismus, Skeptizismus, Nihilismus, epistemologischer Anti-Realismus und Pragmatismus
Viele erkenntnistheoretische Positionen setzen den ontologischen Realismus voraus. Dazu gehört insbesondere der epistemologische Realismus („Es ist möglich, die Wahrheit herauszufinden“), aber zum Beispiel auch der Fallibilismus („Wir können nie sicher sein, ob wir die Wahrheit herausgefunden haben“), der Skeptizismus („Es gibt immer Grund, zu Zweifeln, ob unsere Überzeugungen der Wirklichkeit entsprechen“) und der Nihilismus („Keine unserer Überzeugungen entspricht der Wirklichkeit“).
Weil der ontologische Anti-Realismus dem ontologischen Realismus widerspricht, ist er inkompatibel mit diesen erkenntnistheoretischen Positionen.
In der populären Diskussion wird er jedoch manchmal aus einer der zuletzt genannten drei Positionen abgeleitet. Das heißt, es wird argumentiert: Wenn wir zu einem bestimmten Thema nie Gewissheit haben können (Fallibilismus), dann gibt es bei diesem Thema keine Wahrheit (Anti-Realismus). Oder: Wenn immer Zweifel an der Wahrheit unserer Überzeugungen zu dem Thema besteht (Skeptizismus), dann gibt es hier keine Wahrheit (Anti-Realismus). Oder: Wenn nichts von dem, was wir zu dem Thema glauben, wahr ist (Nihilismus), dann gibt es hier keine Wahrheit (Anti-Realismus).
Oft wird der ontologische Anti-Realismus auch verwechselt mit dem epistemologischen Anti-Realismus („Es gibt zwar von Überzeugungen unabhängige Wahrheiten, aber wir können sie nicht herausfinden“) oder mit dem Pragmatismus („Wir sollten Überzeugungen nicht danach beurteilen, ob sie wahr sind, sondern danach, ob sie nützlich sind“).

## Ontologischer Relativismus bezüglich unterschiedlicher Themenbereiche

### Ästhetik
Eine relativistische Position in der Ästhetik könnte zum Beispiel so lauten: Die Aussage: „Sushi sind lecker“, kann für Hans jetzt wahr sein, für Fritz hingegen falsch.
Diese Position würde dem ästhetischen Absolutismus widersprechen, der sagt: Sushi sind entweder lecker oder nicht, und wenn Hans und Fritz darüber uneinig sind, dann hat einer eben unrecht – er verfügt vielleicht nicht über die Fähigkeiten, die Leckerheit bzw. Unleckerheit von Sushi zu erkennen.
Der ästhetische Relativismus widerspricht aber auch dem Expressivismus, der sagt: So, wie wir ästhetische Urteile für gewöhnlich formulieren, sieht es so aus, als ob es apodiktische Urteile wären („Sushi sind lecker“ sieht aus wie „Sushi sind japanisch“). In Wirklichkeit sind sie jedoch nur Ausdruck je individueller Präferenzen. Wenn Hans behauptet: „Sushi sind lecker“, dann meint er eigentlich, dass Sushi für ihn (Hans) lecker sind – dass sie ihm schmecken. Wenn Fritz dagegen sagt: „Sushi sind nicht lecker“, dann meint er, dass sie ihm (Fritz) nicht schmecken. Diese beiden Überzeugungen stehen nicht im Widerspruch zueinander.
Der Expressivismus geht mit einem Anti-Realismus bezüglich apodiktischer ästhetischer Urteile einher: Es gibt keine Tatsachen derart, dass Sushi lecker oder unlecker sind. Es gibt nur Tatsachen derart, dass jeweils bestimmte Subjekte die Geschmackserlebnisse, die Sushi ihnen jeweils bereiten, mögen oder eben nicht mögen.

### Ethik
Eine relativistische Position in der Ethik wäre zum Beispiel diese: „Die amerikanische Invasion im Irak war ungerecht“, kann für Hans wahr sein, für Fritz hingegen falsch.
Diese Position widerspricht dem ethischen Absolutismus („Ethische Urteile sind entweder wahr oder falsch“) und dem ethischen Expressivismus („Ethische Urteile sehen zwar aus wie apodiktische Urteile, drücken aber tatsächlich nur je subjektive Befindlichkeiten aus.“). Die letztere Position wird auch Emotivismus genannt.

### Logik
Auch für die Logik scheint eine relativistische Position denkbar oder zumindest formulierbar: Für Hans ist es wahr, dass p ↔ p (jede Aussage impliziert sich selbst), für Fritz ist es hingegen nicht wahr, dass p ↔ p.

### Inhalte von Texten und mentalen Zuständen
Verbreitet sind zudem relativistische Positionen bezüglich des Inhalts von Texten (literarischen Werken) oder von mentalen Zuständen (Wahrnehmungseindrücken, Empfindungen, Überzeugungen, Gedanken, Emotionen, Wünschen, Absichten usw.).
Die These lautet hier, dass einander widersprechende Interpretationen eines Textes oder der Befindlichkeiten eines Subjekts gleichzeitig zutreffen (wahr sein) können. Es kann demnach beispielsweise sowohl zutreffen, dass die und die Figur in dem und dem Roman als eine Vorbildfigur dargestellt wird, als auch, dass diese Figur in dem gleichen Roman (in den gleichen Passagen mit den gleichen Worten) als ein abschreckendes Beispiel dargestellt wird. Und es kann sowohl zutreffen, dass Hans Fritz nie mehr wieder sehen will, als auch, dass Hans sich nach Fritz sehnt.
Es gibt mindestens zwei Varianten der absolutistischen Gegenposition dazu (die allerdings auch kombinierbar sind). Die erste Variante besagt, dass es Widersprüche nur in den Inhalten der jeweils zu interpretierenden Texte bzw. in den Inhalten der mentalen Zustände der zu interpretierenden Subjekte geben könne, nicht jedoch in den jeweils zutreffenden Interpretationen. Demnach ist es der Roman, der widersprüchliche Aussagen über die Figur macht. Die interpretatorische Aussage: „Der Roman stellt die Figur in widersprüchlicher Weise, sowohl als Vorbild als auch als abschreckendes Beispiel dar“, ist hingegen selbst nicht widersprüchlich. Entsprechend ist es Hans, der einander widersprechende Einstellungen zu Fritz hat. Aber die interpretatorische Aussage: „Hans will Fritz nie mehr wieder sehen und ihn zugleich doch wieder sehen“, ist selbst nicht widersprüchlich.
Die zweite Variante ist der Aspekt-Realismus: Interpretationen heben immer nur einzelne Aspekte des Inhalts eines Textes bzw. der Befindlichkeiten eines Subjektes hervor. Oberflächlich betrachtet kann es leicht so aussehen, als ob gleichermaßen zutreffende Interpretationen sich widersprechen würden. Wenn sie tatsächlich gleichzeitig zutreffen, widersprechen sie einander jedoch nicht. Das wird deutlich, wenn man sie klarer ausformuliert: Die Figur wird in dem Roman in bestimmten Hinsichten als eine Vorbildfigur dargestellt (der Roman schreibt ihr Tugenden zu, die jeder gerne hätte), in anderen Hinsichten wird sie jedoch als abschreckendes Beispiel dargestellt (der Roman macht deutlich, dass tatsächlich niemand so sein wolle, wie diese Figur). Hans hat die und die Gründe, Fritz nie mehr wieder sehen zu wollen (Fritz hat ihn beleidigt), zugleich hat er aber auch noch andere Gründe, ihn zu vermissen (Fritz hat immer gute Witze erzählt).
Der Relativismus bezüglich des Inhalts von Texten und Gedanken ist zu unterscheiden von der These der Indetermination der Bedeutung. Letztere sagt: Texte und mentale Zustände haben gar keinen eindeutigen Inhalt. Jede Interpretation legt notwendig mehr in die Texte bzw. mentalen Zustände hinein, als darin eigentlich enthalten ist. Diese Position ist kombinierbar mit dem Aspekt-Realismus. Die These lautet dann: Einerseits erfassen Interpretationen immer nur jeweils bestimmte Aspekte des Inhalts und sie fügt diesem andererseits immer auch etwas hinzu.

### Figuren und Ereignisse in fiktionalen Welten
Anti-realistische Positionen werden in der Philosophie standardmäßig für Figuren und Ereignisse in fiktionalen Welten (den Welten, in denen Sherlock Holmes und Harry Potter agieren) angenommen: Unterschiedliche Autoren können logisch miteinander unvereinbare Versionen der gleichen Geschichte erzählen, ohne dass man sagen könnte, die eine sei wahr und die andere sei falsch.
Die einfachste Variante einer solchen Position lautet: Die Tatsachen in einer fiktionalen Welt hängen allein davon ab (werden dadurch fabriziert oder bestehen darin), was der jeweilige Autor der betreffenden (Version der) Geschichte darüber sagt oder glaubt. Der Autor ist demnach die Autorität bezüglich dieser fiktionalen Welt und kann darüber weder unwissend noch im Irrtum sein. Was Andere über diese Welt glauben, ist genau dann wahr, wenn es mit den Äußerungen oder den Überzeugungen des Autors übereinstimmt.
Andere Varianten solcher Positionen räumen ein, dass selbst der Autor zumindest über manche Aspekte der von ihm geschaffenen fiktionalen Welt unwissend sein und sich im Irrtum befinden könne. Seine Beschreibung der Figuren und Ereignisse in der von ihm geschaffenen fiktionalen Welt könne zum Beispiel logisch implizieren, dass bestimmte weitere Ereignisse darin passiert sein müssen, an die der Autor selbst nie gedacht hat. Entsprechend könne es auch sein, dass seine Äußerungen oder Überzeugungen logische oder dramaturgische Inkonsistenzen aufweisen, so dass man sagen möchte: Der Autor erzählt bzw. denkt sich die Geschichte (seine eigene Geschichte, die er sich ausgedacht hat, wohlgemerkt!) nicht ganz richtig.